# Archaeologia Polona
Archaeologia Polona est une revue polonaise d'archéologie annuelle éditée et publiée depuis 1958 par l'Institut d'archéologie et d'ethnologie de Académie polonaise des sciences, publication conjointe depuis 1990 avec la maison d'édition de l'Ossolineum.
Elle avait pour objet premier la publication de traductions en anglais d'articles auparavant parus dans des revues en polonais de l'Académie (comme Archeologia Polski) afin de les faire connaitre de la communauté archéologique mondiale. La politique d'édition a évolué en 1991 et la revue propose également depuis des articles originaux, mais toujours sous la forme de numéros thématiques.